# فالنتينا كيم
فالنتينا كيم هي لاعبة جمباز بهلوانية ‏ روسية، ولدت في 20 يوليو 1995.